# Ana Košir
Ana Košir, slovenska slikarka in ilustratorka, * 13. november 1970, Ljubljana, Slovenija.
Diplomirala je na Akademiji za likovno umetnost v Ljubljani. Ilustrira poezijo, prozo, pravljice in otroške slikanice. Najbolj jo poznamo po ilustracijah Anice v priljubljeni seriji knjig Dese Muck. Ilustrira tudi berila in učbenike, priročnike, riše za otroško in mladinsko periodiko (Ciciban, Cicido) ter riše karikature za dnevne časopise. Živi in ustvarja v Ljubljani.

## Dela

### Pomembnejše knjižne ilustracije
- Anica in materinski dan (2001) (COBISS)
- Anica in počitnice (2004) (COBISS)
- Humoreske (1998) (COBISS)
- Poletje na snegu (2003) (COBISS)
- Kako je Oskar postal detektiv (2007) (COBISS)
- Zvezdogled Dore (2009) (COBISS)
- Ena medvedja (2009) (COBISS)
- Vila Malina (2010) (COBISS)
- Gospod Filodendron (2011) (COBISS)

## Nagrade
- Moja najljubša knjiga (2003–2007)

## Vir
- Veler Alenka, ur. (2005). Album slovenskih ilustratorjev. Ljubljana : Mladinska knjiga. COBISS 219779072. ISBN 86-11-16562-4.
- Osebnosti: veliki slovenski biografski leksikon. Mladinska knjiga, Ljubljana. 2008. COBISS 241136128. ISBN 978-961-01-0504-6.